# Salvelinus willoughbii
Salvelinus willoughbii är en fiskart som först beskrevs av Günther 1862.  Salvelinus willoughbii ingår i släktet Salvelinus och familjen laxfiskar. Inga underarter finns listade i Catalogue of Life.
Denna fisk förekommer endemisk i sjön Windermere i nordvästra England. Kanske lever arten även i sjön Ennerdale Water. Individerna simmar under november till sjöns grunda delar som är upp till tre meter djupa för äggens befruktning. Ungefär 64 till 80 dagar senare kläcks äggen. Beståndet hotas av övergödning och av introducerade främmande fiskar som utgör konkurrenter. IUCN kategoriserar arten globalt som starkt hotad.